# Радиореклама
Радиореклама (радио реклама, реклама на радио) — общий термин для обозначениярекламы, транслирующиеся на радиостанциях . Радиорекламу можно считать одним из видов звуковой рекламы.
К звуковой рекламе относится так же звуковая индор-реклама (от англ. Indoor — «внутри»), звуковая реклама на рынках, в метро, на вокзалах, в аэропортах, в транспорте.
Наиболее распространёнными рекламными объявлениями являются «точечные рекламные ролики» или споты (От англ. spot — a short presentation or commercial on television or radio between major programs), которые обычно длятся не более одной минуты, и более длинные программы, обычно работающие до одного часа, известные как информационные ролики.

## История радиорекламы
Коммерческая реклама с помощью аудио услуг восходит ещё до создания радиовещания, когда была создана телефонная компания «Telefon Hírmondó» в Будапеште,в Венгрии. По состоянию на 1901 год эта «телефонная газета» продавала номера длительностью 12 секунд за один флорин каждый, чтобы охватить абонентов, слушающих данные программы.
Первые радиостанции, появившиеся в конце 1800-х годов, использовали грубые искровые передатчики, которые могли передавать только сообщения азбуки Морзе: точки и тире. Начиная с начала 1900-х годов, были изобретены первые передатчики, способные передавать аудио, и хотя первоначально они в основном использовались для индивидуальных каналов связи, параллельно проводились эксперименты с трансляцией новостей и предоставления развлечений. Тестовые передачи для многих из этих самых ранних станций были фактически рекламой для владельцев и самой новой технологии. Однако вскоре для станций стало довольно распространённой практикой устраивать проигрывание граммофонных пластинок в обмен на упоминание в эфире компаний, поставлявших пластинки. Самый ранний известный пример такой практики произошёл в июле 1912 года, когда Чарльз Херролд в Сан-Хосе, штат Калифорния, начал делать еженедельные радиопередачи из своей технической школы, причем первоначальная трансляция включала фонографические записи, поставляемые компанией «Wiley B. Allen company».
Ещё более амбициозные усилия были предприняты осенью 1916 года, после того как компания De Forest Radio Telephone & Telegraph Company начала эксплуатировать экспериментальную радиостанцию 2XG в Нью-Йорке. Ли де Форест договорился с компанией Columbia Gramophone Record Company о трансляции музыкальных пластинок из своих офисов (компания «Phonograph ставила пластинки с условием объявления названия компании „ Columbia Gramophone Company“ каждый раз». Дебютная программа была выпущена в эфир 26 октября 1916 года, и было объявлено, что ночные передачи новостей, перемежающиеся с записями Columbia, будут отправляться из Хайбриджской лаборатории де Фореста начиная с 1 ноября. Первоначально Де Форест также использовал эти трансляции для рекламы «продуктов De Forest Radio Co., в основном с помощью радиочастот, со всеми преимуществами нашего каталога и прайс-листа», пока комментарии инженеров Western Electric не заставили его устранить сообщения о продажах. В то время комментатор в журнале QST отметил, что усилия компании 2XG продемонстрировали практическую целесообразность «проведения регулярной рекламы и новостных бесед по радио», о чём «несомненно стоит подумать».
Радиовещание было приостановлено в апреле 1917 года после вступления Соединённых Штатов в Первую Мировую войну, когда правительственный запрет заставил замолчать гражданские радиостанции на время конфликта. Этот запрет был снят в октябре 1919 года, и были проведены дополнительные промотрансляции, в том числе инженера Westinghouse Фрэнка Конрада на экспериментальной станции 8XK, расположенной в его доме в Уилкинсберге, штат Пенсильвания, который предоставил в эфир благодарности магазину Brunswick в обмен на магазин, поставляющий ему недавно выпущенные записи.
Вести отчёт появления радиорекламы можно с 1920-х годов. Первая в Америке коммерческая радиопередача вышла на Питтсбургской радиостанции в 1920 году. В 1921 году в США начинается настоящий радиобум и, соответственно, появляется, совершенно новое рекламное средство — радиореклама. Эти годы считаются «золотыми годами» радио и радиорекламы. Особенной популярностью реклама на радио пользовалась в экономически развитых странах, привлекая внимание миллионов слушателей.
Во время золотого века радио рекламодатели спонсировали целые программы, обычно с подобными сообщениями: «мы благодарим наших спонсоров за то, что они сделали эту программу возможной», выходя в эфир в начале или конце программы. В то время как радио имело очевидное ограничение по мере развития индустрии, крупные станции начали экспериментировать с различными форматами звука. Реклама стала популярным товаром, и на этом можно было заработать. Е. Х. Сандерс, директор по рекламе компании Shell Oil Co., призвал радиовещательные компании иметь дело непосредственно с соответствующими рекламодателями и продавать рекламные места для установленных радиопрограмм.
Радиореклама, по сути, стала родоначальницей жанра «мыльная опера». К 1932 году «дневные женские сериальные драмы» и «лёгкие, домашние или любовные драмы» становились все более популярными. NBC-Blue представил роман «Betty & Bob». Первая серия вышла 10 октября 1932. После этого последовали многие другие. В 40-е годы мыльные оперы переместились на телевидение.
С течением времени радиоиндустрия претерпела значительные изменения, и сегодня радио является крупным бизнесом. Несмотря на то, что другие медиа и новые технологии в настоящее время предъявляют повышенные требования к потребительскому времени целевая аудитория радио составляет 48 %. В 2009 году доля радиослушателей составляла 63 %. Половина же опрошенных заявили, что не слушают радио совсем. При этом чаще всего последний ответ выбирали респонденты в возрасте от 18 до 24 лет (69 %).

## Специфика радиообращения
Необходимо учитывать тот факт, что время радиореклама не должно превышать одной минуты (и не быть меньше 30 секунд) — это оптимальное время для восприятия информации. По форме радиорекламный текст — блейк-аут: динамичный диалог с элементами юмора, так как рассчитан на короткое время. Радиореклама должна обладать оперативностью в подаче информации, селективностью, камерностью и тем самым создавать атмосферу доверия.
Значимую роль в радиорекламе играют звуковые сопровождения. Существует три основных источника звуковых эффектов:
- мануальные;
- записанные естественные звуки;
- электронные.

Радиореклама должна учитывать продолжительность звучания. Поэтому специалисты рекомендуют определённое оптимальное количество слов. На Западе принято 16 машинописных знаков считать за секунду. Строка в 80 знаков занимает в эфире при средней скорости чтения 5 секунд. Российские специалисты принимают, как правило, это количество знаков.
Важные составляющие текста:
- синтаксическая организация рекламного текста;
- ритмико-интонационная структура;
- лексика (существует два пласта лексики: позитивно-оценочный и нейтральный. Слова из обеих групп соединяются в устойчивые сочетания — рекламные клише, а также в обороты с модальной окраской просьбы, предложения).

Основные правила создания радиорекламы:
1. привлечь внимание слушателя необходимо в первые 10 секунд;
2. логичная последовательность предоставления информации по типу: «что» — «как» — «где»;
3. обращение должно быть к конкретному потребителю, а не к всей целевой аудитории
4. Тайминг: не должно быть длительным по времени
5. Если используется звуковой эффект, то необходимо, чтобы слушатель безошибочно понимал к чему этот звук апеллирует;
6. Звуковые эффекты, в том числе и музыка, должны способствовать запоминанию товара или услуги, но не развлекать слушателя.[11]

## Виды рекламных роликов
- Ролик. Самый распространённый вид рекламы на радио. Является аудиообращением или сюжет, длительность которого не больше 90 секунд;
- Спонсорский ролик. В нём обязательно должно быть упоминание о спонсорстве, то есть он чаще всего привязан к какой-либо радиопрограмме;
- Рекламный сюжет. Для такого вида характерно наличие сюжета. Длительность обычно. составляет более минуты, а также может присутствовать заставка «на правах рекламы»;
- Самореклама. Реклама мероприятий или проектов, организатором или информационным спонсором которых является сама радиостанция.[12]
- Музыкальные логотипы. Это короткие музыкальные слоганы компаний, то есть рекламный ролик представляет собой пропетое название фирмы, или её слоган, или короткий посыл. Самым известным логотипом можно обоснованно считать джингл «Always Coca-Cola!»

В русской истории самым известным музыкальным логотипом принято считать музыкальную фразу из песни «Подмосковные вечера», которая была началом новостей на радио Маяк.

## Длительность рекламных роликов
Стандартная продолжительность рекламного ролика — 30 или 60 секунд.
60 секунд ролика позволяет использовать различные звуковые эффекты. Поэтому они подходят для внедрения на рынок нового товара или услуги или для пропаганды политической партии. Такие ролики идеально подходят для насыщенной рекламы как информационно, так и эмоционально. Некоторые радиостанции продают время по 10, 15 и 20 секунд.
В тридцатисекундном ролике обычно умещается от 60 до 70 слов, а в минутном — до 140, соответственно. Стоимость первого составляет, как 50-70 % стоимости второго.

## Преимущества радиорекламы
- Охват большой аудитории;
- Приятное ненавязчивое медиа;
- Фоновое медиа;
- Дешевизна рекламы;
- Высокая направленность на целевую группу;[15]

- Мотивация потребителя покупать;
- Возможен охват определённых сегментов аудитории в любое время суток при помощи специальных программ;
- Радиореклама является средством немедленного действия;
- Доступность изменения как текста рекламы, так и звучания в эфире;

- Долгоиграющий эффект воздействия;

- Высокая лояльность к рекламе на радио.

## Основые правила для создания эффективной аудиорекламы
Эффективность аудиоролика определяется следующими параметрами : 
1. Сценарий, понятный с первого прослушивания
2. Восприятие сценария слушателем менее чем за 6-8 секунд
3. Один аудиоролик — одна коммерческая идея
4. Имя рекламодателя (фирма, рекламируемый товар) — в начале ролика. Повтор имени не менее 3 раз
5. Сценарий простой в понимании, не требующий усилий к запоминанию
6. Создание зрительного образа с помощью выразительных слов, метафор, звуковых эффектов
7. Разговорный стиль повествования, простые слова, короткие предложения

## Правила размещения рекламы[17]
| Объект рекламирования | Требования к содержанию рекламы | Документы для подтверждения соответствия рекламы требованиям закона |
| --- | --- | --- |
| Спонсорство (ст. 2 Закона «О Рекламе») | При упоминании лица в качестве спонсора в рекламе на выбор Рекламодателя в открывающем ролике, либо в закрывающем ролике должно быть указано его фирменное наименование: - для юридических лиц фирменное наименование включает в себя организационно-правовую форму и само название (ООО «Ромашка»), - для Индивидуальных предпринимателей достаточно указать статус лица (Индивидуальный предприниматель) и его Фамилию и имя (отчество по желанию). | - свидетельство о регистрации юридического лица/постановке на учёт индивидуального предпринимателя. |
| Стимулирующие мероприятия (ст. 9, ч.5 ст.27 Закона «О Рекламе») | Данная статья распространяется на стимулирующие мероприятия: - условием участия, в которых является приобретение определённого товара - проводимые на конкурсной основе с розыгрышем призов или получением выигрышей. Данная реклама должна содержать в себе: 1. сроки проведения такого мероприятия: - конкретную дату (день, месяц, год), - определённый период времени, - указание на событие. 1. фразу «источник информации об организаторе мероприятия, о правилах его проведения, количестве призов или выигрышей по результатам такого мероприятия, сроках, месте и порядке их получения на …. (сайте, телефоне, адресу)». Розыгрыш призовой фонд которого сформирован из средств организатора не является лотереей. | - правила участия в конкурсе/розыгрыше, подписанные/заверенные уполномоченным лицом Заказчика |
| Реклама основанных на риске игр, пари (ст.27 Закона «О рекламе») | Реклама основанных на риске игр, пари должна содержать: - указание на сроки розыгрышей призов в процессе проведения основанных на риске игр, пари; - источник информации об организаторе основанных на риске игр, пари, о правилах их проведения, о призовом фонде таких игр, пари, о количестве призов или выигрышей, о сроках, месте и порядке получения призов или выигрышей. | - разрешение на осуществление деятельности по организации и проведению азартных игр в игорной зоне; - лицензию на деятельность по организации и проведению азартных игр в букмекерских конторах и тотализаторах. Для лотерей: - выписку из контракта между организатором и оператором на проведение лотереи; - утверждённые условия лотереи, подписанные уполномоченным лицом |
| Информационная продукция: продукция СМИ, концерты, фильмы, спектакли, печатная продукция, интернет-сайт, программы для ЭВМ, зрелищные мероприятия, за исключением мероприятий, где отсутствует демонстрация информационной продукции. (ч.10.1 ст. 5 Закона «О Рекламе») | Реклама информационной продукции должна содержать категорию данной информационной продукции. При рекламе информационной продукции такое указание может быть сделано любым способом, позволяющим обозначить категорию информационной продукции. Не требуется маркировка: - сайта, не зарегистрированного в качестве СМИ; - сайт, не являющийся объектом рекламы; - сайт, являющийся источником информации. | - прокатное удостоверение (для рекламы иностранных кинофильмов); - гарантийное письмо от рекламодателя о подтверждении возрастной категории, в случае возникновения у Рекламораспространителя сомнений в отношении достоверности заявленной в рекламе маркировки. - свидетельство о регистрации СМИ, если рекламируется сайт, являющийся СМИ.                                 |
| Реклама недвижимости. | Реклама готовых объектов недвижимости (домов, квартир, земельных участков). | В зависимости от статуса объекта: - копию свидетельства о праве собственности на объект недвижимости; - гарантийное письмо об отсутствии в рекламе нарушения положений, предусмотренных частью 8 статьи 28 Закона о рекламе |
| Реклама финансовых услуг (ст. 28 Закона «О Рекламе») | еклама банковских, страховых, микрозаймов, займов и иных финансовых услуг должна содержать наименование или имя лица, оказывающего эти услуги (для юридического лица — наименование с указанием организационно-правовой формы — ООО, ЗАО, ОАО и т. д., для индивидуального предпринимателя — фамилию, имя, отчество). Если реклама услуг, связанных с предоставлением кредита или займа, пользованием им и погашением кредита или займа, содержит хотя бы одно условие, влияющее на его стоимость, такая реклама должна содержать все остальные условия, определяющие полную стоимость кредита (займа), определяемую в соответствии с Федеральным законом «О потребительском кредите (займе)», для заемщика и влияющие на неё (ответственность Рекламодателя). Реклама услуг по предоставлению потребительских займов лицами, не осуществляющими профессиональную деятельность по предоставлению потребительских займов в соответствии с Законом о потребительском кредите, не допускается. Деятельность по предоставлению потребительских займов осуществляется кредитными организациями, а также некредитными финансовыми организациями. Лицами, осуществляющими профессиональную деятельность в данной сфере являются банки, ломбарды, кредитные кооперативы, микрофинансовые организации, сельскохозяйственные кооперативы. (Ответственность за нарушение данного положения возложена на Рекламораспространителя). | - лицензию (в зависимости от статуса рекламодателя). - информационное письмо об условиях, влияющих на стоимость кредита (для рекламы кредита, содержащей условия кредитования). - свидетельство о регистрации в качестве микрофинансовой организацию; - устав и свидетельство о государственной регистрации кредитного кооператива                                            |
| Реклама автодилеров | При размещении рекламы продажи автомобилей и иной транспортной техники необходимо учитывать следующее: - в рекламе, сообщающей об уникальном предложении, акции, выгоде необходимо запрашивать условия данного предложения/акции. - если реклама подразумевает розыгрыш призов или конкурс, условия участия в котором приобретение авто, то такая реклама отвечать требованиям, предъявляемым к рекламе стимулирующих мероприятий. - если реклама содержит упоминание кредита/страховки или предложение подразумевает использование данных финансовых услуг, то такая реклама должна отвечать требованиям, предъявляемым к рекламе финансовых услуг. | - письмо об условиях акции/выгоде |

## Критика
Сэмюэл Уэллс Уильямс, например, полагал, что радиореклама может быть не всегда эффективна, а также имеет ряд недостатков:
- Мимолетность. Так как радиообращение несёт только звук, оно является мимолетным, поэтому может быть пропущено или забыто. Многие воспринимают радио лишь как приятный звуковой фон и не слушают его внимательно.

- Отсутствие зрительных образов. Ограниченность возможностей радио стесняет творческий процесс. Очевидно, что товарам, которые необходимо показывать для привлечения к ним внимания потребителей, мало подходит радиореклама. Создание на радио такой рекламы, которая заставит слушателя пойти в магазин и посмотреть товар, является сложной задачей. Эксперты считают, что использование юмора, музыки и звуковых эффектов является наиболее действенным способом решения этой задачи.
- Рекламная перегруженность радиовещания. Быстрое увеличение числа конкурирующих радиостанций вместе с возможностью частого повторения рекламных объявлений привели к перегруженности радиовещания рекламой. Поскольку радиослушатели обычно распределяют своё внимание между несколькими делами, эта перегруженность существенно снижает вероятность того, что обращение будет услышано или понято.
- Трудности планирования графика рекламы и покупки рекламного времени. Необходимость покупать эфирное время на нескольких станциях для охвата широкой аудитории делает планирование выхода рекламных роликов и отслеживание эффективности рекламы очень сложным занятием. Бухгалтерский учёт, связанный с контролем нестандартных тарифов на рекламу, оформлением приходящих и исходящих счетов, может оказаться трудоемким. К счастью, компьютеры и представительства крупных станций могут помочь справиться с этим хаосом.
- Отсутствие контроля. Основное число радиостанций транслирует ток-шоу, в которых всегда существует риск, что участники шоу могут что-то не то сказать или затронуть вопросы, оскорбляющие аудиторию, что, в свою очередь, повредит позитивному восприятию этой аудиторией продукта рекламодателя.[18]